# ニコラウス・エステルハージ
ニコラウス・エステルハージ（ドイツ語: Nikolaus Fürst Esterházy de Galántha、ハンガリー語: Eszterházy Miklós エステルハージ・ミクローシュ、1765年9月12日 - 1833年11月25日）は、オーストリア軍元帥。ニコラウス・ヨーゼフ・エステルハージの孫であり、祖父をニコラウス1世と称するのに対してニコラウス2世とも呼ばれる。

## 生涯
1783年、リヒテンシュタイン侯フランツ・ヨーゼフ1世の娘マリア・ヨーゼファと結婚し、後継者のパウル（3世）・アントン（1786年 - 1866年）らをもうけた。
父のアントンが1794年に没すると、エステルハージ侯爵を襲位した。ニコラウスは解散された楽団を再建しようとし、ロンドン滞在中のフランツ・ヨーゼフ・ハイドンに手紙を書いて再び楽長に就任するように依頼した。ロンドンから戻ったハイドンは楽長に就任した。祖父と異なってニコラウス2世は冬の間はウィーンに滞在することを好んだため、ハイドンはほとんどウィーンを離れずにすんだ。しかし音楽の趣味はかなりかたよっていて、古い時代の宗教音楽を好んでいた。新しい主人の好みに合わせ、晩年のハイドンは6曲のミサ曲を作曲した。1804年には老齢のハイドンにかわってフンメルがコンサートマスター（のちに楽長）に就任した。フンメルもまたミサ曲を作曲した。ベートーヴェンにもミサ曲の作曲を依頼し、ミサ曲 ハ長調（1807年）が作曲されたが、ニコラウス2世の気には入らなかった。
1809年、ナポレオン1世からハンガリー王位を提供されたが拒否、ハプスブルク家を支持した。
美術品を多く集め、これは1871年にハンガリーの国有財産となった。